# Королевский уэссекский йоменский полк
Королевский уэссекский йоменский полк (англ. Royal Wessex Yeomanry (RWxY)) — резервный бронетанковый полк Британской армии. Ранее входивший в состав 43-й (Уэссекс) бригады, полк присоединился к 3-й дивизии в июле 2014 года, чтобы обеспечить резерв трём регулярным бронетанковым полкам. В 2015 году полк был переведён из оперативного командования 3-й дивизии в 1-ю механизированную бригаду, а затем в 12-ю бронетанковую бригаду, но военнослужащие полка по-прежнему носят значок 3-й дивизии, отражающий их роль в поддержке трёх бронетанковых полков (QRH, KRH и RTR) в подразделении.

## История
Полк ведёт свою историю с 4 июня 1794 года, когда на собрании сельских джентльменов в гостинице «Беар Инн» в Девизесе было принято решение объединить десять независимых йоменских отрядов для графства Уилтшир, который стал Королевским уилтширским йоменским полком (Royal Wiltshire Yeomanry). Уэссекский йоменский полк был сформирован 1 апреля 1971 года путем переподготовки кадров из Королевского уилтширского йоменского, Королевского глостерширского гусарского и Королевского девонского йоменского полков для формирования 4 эскадронов. Уэссекский йоменский полк получил своё королевские наименование, став Королевским уэссекским йоменским полком 8 июня 1979 года. Первоначально выполнявший функции пехоты, в 1980-х годах он был преобразован в разведывательный полк и стал одним из разведывательных полков внутренней обороны. После опубликования Стратегического обзора обороны (Strategic Defence Review) полк объединился с Дорсетским йоменским полком в июле 1999 года и был реорганизован в своё нынешнее состояние.
До принятия плана «Армия 2020» у полка было три роли:
- Подготовка членов экипажа основного боевого танка Challenger 2 в качестве замены экипажа. Это обязательство было взято на себя эскадронами B (RWY), C (RGH) и D (RDY).
- Замена бронетехники. Эту роль выполнял эскадрон A (DY).
- Предоставление квалифицированных офицеров и старших унтер-офицеров для поддержки регулярной армии во время операций в качестве «сторожей» и офицеров связи. Эту функцию выполняли все четыре эскадрона[3].

С 2013 года полк является единственным в Великобритании бронетанковым полком усиления, обеспечивая бронетехникой (основными боевыми танками) три оставшихся бронетанковых полка регулярной армии: Её Величества королевский гусарский полк (QRH), Его Величества королевский гусарский полк (KRH) и Королевский танковый полк (RTR). Все пять эскадронов готовят членов экипажей Challenger 2. RWxY проводил подготовку водителей Challenger 2 в Бовингтоне, немецком Зеннелагере, учебной зоне Солсбери Плейн и боевые стрельбы на полигонах Лулворт и Каслмартин.
Каждый эскадрон поддерживает традиции своего полка-прародителя, сохраняя чувство гордости и соперничества. В 2011 году состоялось полковое празднование 40-летия со дня основания Королевского уэссекского йоменского полка, хотя в это время дорсетские йомены не входили в состав полка. Граф Уэссекский, полковник полка, посетил его, встретился с военнослужащими полка и членами их семей, а также принял участие в частной экскурсии по соседнему танковому музею.

## Рекрутирование новобранцев
Как и все полки британской армии, полк принимает новобранцев со всей страны. Однако в этот полк традиционно набирают новобранцев из графств Девон, Дорсет, Глостершир, Шропшир и Уилтшир, а также из соседних графств, таких как Корнуолл, Гэмпшир, Оксфордшир и Сомерсет.

## Организация
Каждый эскадрон сохраняет в своем названии имя своего предшественника, графства, йоменри-полка (в скобках преемство от полка):
- Штаб полка, казармы Алленби, лагерь Бовингтон
- Эскадрон A (Дорсетский йоменский полк), казармы Алленби, лагерь Бовингтон
- Эскадрон B (Королевский уилтширский йоменский полк), в Центре армейского резерва, Старый Сарум
- Эскадрон C (Королевский глостерширский гусарский полк), в резервном центре армии, Сомерфорд Роуд, Сайренсестер
  - Взвод C (Кассино), в казармах Веннинг, Доннингтон
- Эскадрон D (Королевский девонский йоменский полк), казармы Виверн, Эксетер
  - Барнстапльский взвод, на Фортескью Лайнс, Барнстапл
- Эскадрон Y (Королевский уилтширский йоменский полк), в Центре армейского резерва, Суиндон

В рамках программы «Солдат будущего» эскадроны C и Y будут объединены в один эскадрон C.
Необычно, что эскадрон B является старшим из пяти эскадронов полка. Это объясняется тем, что Королевский уилтширский йоменский полк является старшим йоменским полком в порядке старшинства, поскольку был сформирован в 1794 году. Он не обозначен как эскадрон А (что было бы обычной практикой), потому что в Королевском йоменском полку (Royal Yeomanry) уже существовал эскадрон Королевского уилтширского йоменского полка, с которым его можно было спутать. Летом 2014 года этот эскадрон Королевского уилтширского йоменского полка вошел в состав Королевского уэссекского йоменского полка, став эскадроном Y.
Граф Уэссекский является почётным полковником Королевского уэссекского йоменского полка[5].

## Униформа
Тактический опознавательный знак (TRF) Королевского уэссекского йоменского полка позаимствован у 74-й йоменской дивизии, чьим знаком отличия во время Первой мировой войны была сломанная шпора в чёрном ромбе. Оно используется для обозначения того, что его подразделения когда-то были конными, но теперь служили в качестве пехоты. Цветовая гамма TRF заимствована из отделки воротников и манжет Королевского глостерширского гусарского полка (     буйволого цвета), Королевского уилтширского йоменского, Дорсетского йоменского и Королевского девонского йоменского полков (все      алые). В 2016 году цветовая гамма TRF была изменена, заменив алый цвет на синий, а «сломанную шпору» заменили на полноценную шпору.
Полк носит коричневый берет, похожий на тот, что носит Его Величества королевский гусарский полк, с квадратной чёрной нашивкой позади кокарды, обозначающей принадлежность к полку. До июля 2014 года каждый эскадрон носил значок на фуражке своего предыдущего йоменского полка, что означало, что, в отличие от большинства других полков британской армии, у RWxY всё ещё было четыре значка на фуражке. 5 июля 2014 года все эскадроны, включая Y-эскадрон (бывший эскадрон Королевского йоменского полка), приняли единый объединяющий значок с изображением белого дракона Англии.

## Преемственность
| Реформы Холдейна 1908 года | Слияния 1922 года | Слияния 1956 года | Оборонная белая книга 1966 года                                             | Реформа армейского резерва 1971 года     | Варианты изменений 1990 года             | Обзор стратегической обороны 1999 года   | 2015 (Армия 2020) |
| --- | --- | --- | --------------------------------------------------------------------------- | ---------------------------------------- | ---------------------------------------- | ---------------------------------------- | ----------------- |
| Собственный Её Величества дорсетский йоменский полк (Queen’s Own Dorset Yeomanry)                                                                        | Собственный Её Величества дорсетский йоменский полк (Queen’s Own Dorset Yeomanry)                                                                        | Переформирован в артиллерийский | Расформирован в 1967                                                        | Расформирован в 1967                     | Расформирован в 1967                     | Эскадрон A                               | Эскадрон A        |
| Королевский уилтширский йоменский полк (собственный принца Уэльского королевский полк) (Royal Wiltshire Yeomanry (Prince of Wales’s Own Royal Regiment)) | Королевский уилтширский йоменский полк (собственный принца Уэльского королевский полк) (Royal Wiltshire Yeomanry (Prince of Wales’s Own Royal Regiment)) | Королевский уилтширский йоменский полк (собственный принца Уэльского королевский полк) (Royal Wiltshire Yeomanry (Prince of Wales’s Own Royal Regiment)) | Расформирован                                                               | Эскадрон B                               | Эскадрон B                               | Эскадрон B                               | Эскадрон B        |
| Королевский уилтширский йоменский полк (собственный принца Уэльского королевский полк) (Royal Wiltshire Yeomanry (Prince of Wales’s Own Royal Regiment)) | Королевский уилтширский йоменский полк (собственный принца Уэльского королевский полк) (Royal Wiltshire Yeomanry (Prince of Wales’s Own Royal Regiment)) | Королевский уилтширский йоменский полк (собственный принца Уэльского королевский полк) (Royal Wiltshire Yeomanry (Prince of Wales’s Own Royal Regiment)) | Эскадрон A Королевского йоменского полка                                    | Эскадрон A Королевского йоменского полка | Эскадрон A Королевского йоменского полка | Эскадрон A Королевского йоменского полка | Эскадрон Y        |
| Королевский глостерширский гусарский полк (Royal Gloucestershire Hussars)                                                                                | Королевский глостерширский гусарский полк (Royal Gloucestershire Hussars)                                                                                | Королевский глостерширский гусарский полк (Royal Gloucestershire Hussars)                                                                                | Эскадрон B Уэссекского добровольческого полка (Wessex Volunteers)           | Эскадроны A и C                          | Эскадроны A и C                          | Эскадрон C                               | Эскадрон C        |
| Королевский 1-й девонский йоменский полк (Royal 1st Devon Yeomanry)                                                                                      | Королевский девонский йоменский полк (Royal Devon Yeomanry)                                                                                              | Переформирован в артиллерийский | Эскадрон A Девонширского территориального резерва (Devonshire Territorials) | Эскадрон D                               | Эскадрон D                               | Эскадрон D                               | Эскадрон D        |
| Королевский северодевонский йоменский полк (Royal North Devon Yeomanry)                                                                                  | Королевский девонский йоменский полк (Royal Devon Yeomanry)                                                                                              | Переформирован в артиллерийский | Эскадрон A Девонширского территориального резерва (Devonshire Territorials) | Эскадрон D                               | Эскадрон D                               | Эскадрон D                               | Эскадрон D        |

## Старшинство
Для целей парада полки британской армии перечислены в соответствии с порядком старшинства. Это порядок, в котором различные корпуса армии принимают парад, справа налево, причем крайнее справа подразделение является самым старшим.
| Старший полк Королевский йоменский полк | Кавалерийский порядок старшинства | Младший полк Собственный Её Величества йоменский полк |

### Комментарии
1. ↑  Эскадрон сформирован как часть нового бронетанкового запасного полка в 1997 году, который не унаследовал преемственность и боевые отличия Собственного Её Величества дорсетского йоменского полка.